# Satängmonark
Satängmonark (Myiagra cyanoleuca) är en fågel i familjen monarker inom ordningen tättingar.

## Utbredning och systematik
Fågeln förekommer i Australien, från sydöstra Queensland till sydöstra South Australia, Tasmanien, flyttar till Nya Guinea. Den behandlas som monotypisk, det vill säga att den inte delas in i några underarter.

## Status och hot
Arten har ett stort utbredningsområde, men tros minska i antal, dock inte tillräckligt kraftigt för att den ska betraktas som hotad. Internationella naturvårdsunionen IUCN listar arten som livskraftig (LC).